# Шапкарев, Климент
Климент Кузманов Шапкарев (болг. Климент Кузманов Шапкарев; 30 января 1875, Охрид — 12 сентября 1949, Битола) — болгарский революционер, педагог, член Внутренней македонско-одринской революционной организации.

## Биография
Родился 30 января 1875 года в Охриде. Сын известного болгарского этнографа и фольклориста Кузмана Шапкарева. В 1893 закончил восьмой класс Солунской болгарского мужской гимназии. После окончания средней школы в 1892 году изучал биологию и химию в Софийском университете. В 1897 году был делегатом Самоковського Общества четвертого Македонского конгресса. В 1898 работал учителем в Самокове. В 1904—1905 годах — учитель в Одринской болгарской мужской гимназии.
Публиковался в газете правого крыла ВМОРО «Илинден».
Перед началом Балканской войны он переехал в Эдирне в Болгарию и вступил добровольцем в 52-й пехотный полк болгарской армии, которая боролась в Эдирне. Был награжден Орденом «За храбрость». Во время Первой мировой войны он находился в Велесе как член Комиссии переписи населения. После окончания войны 20 лет преподавал в сельскохозяйственном училище в Садово.
Весной 1941 года поселился в Битоле, где также преподавал в сельскохозяйственном училище. Умер 12 сентября 1949 года.
Является автором брошюры «Воспоминания и мысли о Гоце Делчев».
После Балканских войн женился с Амалией Прімджановою. Его сыновья — болгарский экономист и президент македонского Научно-исследовательского института — Питер Шапкарев и историк Иван Шапкарев.